# Domenico Viviani
Domenico Viviani (Legnaro, 29 luglio 1772 – Genova, 15 febbraio 1840) è stato un naturalista italiano.

## Biografia
È considerato il primo naturalista ligure, essendosi occupato principalmente di botanica, micologia e pteridologia in seguito ai suoi studi di medicina. Si interessò particolarmente alla flora degli Appennini.
Nel 1803 iniziò l'insegnamento della Botanica presso l'Università di Genova e, quello stesso anno, fondò e divenne il direttore dell'Orto botanico dell'università.
Nel 1808 Domenico Viviani pubblica Floræ Italicæ fragmenta.
In seguito alle sue numerose pubblicazioni sulla flora italiana, nel 1834 preparò un'importante opera sui funghi intitolata I funghi d'Italia, corredata da numerose tavole illustrate. Nel 1806 pubblicò il suo Catalogue des poissons de la rivière de Gênes et du Golfe de la Spezzia (Catalogo dei pesci delle coste di Genova e del golfo di La Spezia).
Si occupò anche di mineralogia pubblicando, nel 1807, Voyage dans les Apennins de la ci-levant Ligurie, pour servir d'introduction a l'histoire naturelle de ce Pays.
Le sue collezioni di storia naturale furono molto apprezzate. Donò la sua ricca biblioteca, contenente 2.000 volumi dal XVI al XVIII secolo, al re Carlo Alberto di Sardegna (1798-1849), che ne farà dono a sua volta alla Biblioteca dell'Università di Genova.
Levanto ha voluto ricordarlo dedicandogli un bassorilevo in bronzo, opera dello scultore Pietro Ravecca, collocato nel Comune.